# Ujście
Ujście è un comune urbano-rurale polacco del distretto di Piła, nel voivodato della Grande Polonia.
Ricopre una superficie di 125,98 km² e nel 2004 contava 7 969 abitanti.